# Castianeira quechua
Castianeira quechua là một loài nhện trong họ Corinnidae.
Loài này thuộc chi Castianeira. Castianeira quechua được Ralph Vary Chamberlin miêu tả năm 1916.